# Михаил, Неофитос
Неофитос Михаил (греч. Νεόφυτος Μιχαήλ; 16 декабря 1993, Никосия, Кипр) — кипрский футболист, вратарь клуба «Анортосис» и сборной Кипра.

## Клубная карьера
Профессиональную карьеру начинал в второй лиге Кипра, где выступал за «Олимпиакос» (Никосия) и «Эносис» (Лакатамия). В 2015 году подписал контракт с клубом «Неа Саламина», в котором за два сезона провёл 26 матчей и пропустил 45 голов в высшей лиге Кипра. Летом 2017 года перешёл в АПОЭЛ, но сразу же был отдан в аренду в лимасольский «Арис», где за весь сезон лишь однажды появился на поле. Летом 2018 году вновь был отдан в аренду в греческий клуб «ПАС Янина». Дебютировал в чемпионате Греции 15 декабря 2018 года в матче с клубом «Паниониос» (3:1).

## Карьера в сборной
С 2016 по 2017 год активно вызывался в сборную Кипра, однако на поле так и не вышел.